# Bell Challenge 1998
Il Bell Challenge 1998 è stato un torneo di tennis giocato sul sintetico indoor.
È stata la 6ª edizione del Bell Challenge, che fa parte della categoria Tier III nell'ambito del WTA Tour 1998.
Si è giocato al PEPS sport complex di Québec in Canada,
dal 26 ottobre al 1º novembre 1998.

## Campionesse

### Singolare
Tara Snyder ha battuto in finale  Chanda Rubin con il punteggio 4–6, 6–4, 7–6

### Doppio
Lori McNeil /  Kimberly Po hanno battuto in finale  Chanda Rubin /  Sandrine Testud con il punteggio di 6–7, 7–5, 6–4